# Brush Creek Follies
Die Brush Creek Follies waren eine US-amerikanische Country-Sendung, die über KMBC aus Kansas City, Missouri, gesendet wurde.

## Geschichte
Die erste Sendung der Brush Creek Follies wurde 1938 aus dem Ivanhoe Temple in Kansas City gesendet. Den Namen hatte die Show dem Fluss Brush Creek zu verdanken, der durch Kansas City fließt. Die Bühne der Show war als eine alte Scheune hergerichtet, um ein stimmungsvolles Ambiente für die Country-Shows zu erhalten. In den folgenden Jahren zog die Show mehrmals in andere Auditorien (u. a. Municipal Auditorium, Memorial Hall), bis man schließlich 1951 in das TV Playhouse von KMBC zog.
Von Anfang an konnte die Leitung KMBCs für die Show berühmte Musiker verpflichten, so wurde beispielsweise Hiram Higsby Moderator, der vorher schon im National Barn Dance aus Chicago aufgetreten war. Ebenso waren die Rhythm Riders aus Chicago und hatten im National Barn Dance Erfolge verzeichnet. Über die Jahre kamen weitere Stars wie Tex Owens und seine Schwester Laura Lee Owens, die Willis Brothers oder die Tune Chasers hinzu.
Die Brush Creek Follies konnten sich schnell als eine der populärsten Country-Shows in den USA etablieren und wurde zeitweise von CBS in ganz Amerika ausgestrahlt. Zu dieser Zeit war die Sendung die einzige ihrer Art im Mittleren Westen und für 14 Jahre die zweitbeliebteste Barn Dance Show der USA. An Popularität wurde sie nur durch den National Barn Dance übertroffen. 
Weitere ständige Mitglieder der Show waren Kit and Kay, Colorado Pete, die Texas Rangers, die Prairie Pioneers, Bobby Cook, die Don Sullivan oder Sally Carson. Die Show enthielt zudem auch Komiker wie den Multiinstrumentalisten Jed Starkey oder den Zauberer Tim West. Auch ein „blackface“-Komiker hatte die Show, der George Washington White genannt wurde. Blackface-Komik wird heute als politisch inkorrekt angesehen, damals war es angesichts des rassistischen politischen Klimas aber nicht ungewöhnlich.
1950 bekamen die Brush Creek Follies durch KMCOs Cowtown Jubilees Konkurrenz in Kansas City, konnte sich aber weiterhin behaupten. Doch Mitte der 1950er-Jahre stieg die Popularität des Fernsehens, während die alten Barn Dance Shows als veraltet galten. Anstatt die Sendung auch über KMBC-TV laufen zu lassen, stellte der Sender die Show 1955 ein. 

## Gäste und Mitglieder
| - Hiram Higsby - Bonnie Lou - Tex Owens - Little Shoe and her Cowboy Sweethearts - Kit and Kay - Laura Lee Owens - The Texas Rangers - The Oklahome Wranglers - Colorado Pete - Sally Carson - The Willis Brothers - Dwight Butcher - Millie and Sue - Herby Kratoska - Sunny Daye - Louisiana Lou - Linda Weaver - Little Vera | - Tiny Tillman - Smokey Parker and Penny Lynn - The Tune Chasers - The Midland Minstrels - The Rhythm Riders - The Prairie Pioneers - Corky Edminster and his Kans Corral Gang - Bobby Cook and his Texas Saddle Pals - Jack Dunnigan - Jed Starkey - Don Sullivan - Rusty Marion - Speedy Ross and the Rhythm Ranch Boys - George Washington White - Tim West - Rocky and Rusty |